# João Viana
João Viana (* 1966 in Angola) ist ein portugiesischer Filmregisseur.

## Werdegang
João Viana wurde 1966 in der damaligen portugiesischen Kolonie Angola geboren. Nach einem abgeschlossenen Jurastudium an der Universität Coimbra studierte er Film in Porto. Er war seither in den Bereichen Produktion, Sound, Regie und Drehbuch tätig. Er arbeitete in verschiedenen Funktionen mit Regisseuren wie Manoel de Oliveira, João César Monteiro und Werner Schroeter zusammen. So schrieb er 2007 das Drehbuch für Paulo Rochas Olhos Vermelhos (Premiere 2011).
2004 erschien mit A Piscina seine erste eigene Regiearbeit. Der Film lief beim Filmfestival Venedig im Wettbewerb.
Sein Kurzfilm Tabatô, der sich mit dem historischen Dorf Tabato zwischen seinen Traditionen, dem portugiesischen Kolonialkrieg und den innenpolitischen Konflikten in Guinea-Bissau auseinandersetzt, gewann auf der Berlinale 2013 im Rahmen des Kurzfilmwettbewerbes Berlinale Shorts den DAAD Kurzfilmpreis. Auch sein parallel erschienener Langfilm A Batalha de Tabatô wurde dort ausgezeichnet. Der Langfilm kam danach in verschiedenen Ländern in den Vertrieb, so in Frankreich, Belgien und Deutschland. Vom russischen Filmübersetzer Andrey Efremov wurde er ins Russische übersetzt und 2013 auf dem Filmfestival Moskau gezeigt.
2018 folgte sein Kurzfilm Madness, der bei der Berlinale 2018 für den Kurzfilmpreis nominiert war. Der schwarzweiße Film behandelt eine psychisch kranke junge Mutter in Mosambik und ihre Suche nach ihrem Kind. Seine lange Version, im gleichen Jahr als Our Madness veröffentlicht, wurde beim IndieLisboa 2018 prämiert.

## Filmografie
- 2004: A Piscina (Kurzfilm, auch Drehbuch)
- 2008: A Verdade Inventada (Kurzfilm, auch Drehbuch)
- 2009: Alfama (Kurzfilm, auch Drehbuch)
- 2013: Tabatô (Kurzfilm, auch Produktion und Drehbuch)
- 2013: A Batalha de Tabatô (auch Produktion und Drehbuch)
- 2013: Oh Marquês, Anda Cá Abaixo Outra Vez!
- 2015: Cinzas e Brasas (Kurzfilm, nur Produktion, Regie: Manuel Mozos)
- 2018: Madness (Kurzfilm, auch Produktion und Drehbuch)
- 2018: Our Madness (auch Produktion und Drehbuch)
- 2021: 01 Refugee (Kurzfilm)